# INTJ
INTJ (ang. Introvert, iNtuitive, Thinking, Judging – Introwersja, Intuicja, Myślenie, Osądzanie) – kod określający jeden z szesnastu typów osobowości w MBTI (Myers-Briggs Type Indicator) oraz w innych jungowskich testach osobowości. Klasyfikacja MBTI została rozwinięta przez Isabel Briggs Myers i Katherine Cook Briggs w oparciu o wcześniejszą klasyfikację zaproponowaną przez psychiatrę Carla Junga.
INTJ mają analityczny umysł. Preferują pracować sami i z reguły są mniej towarzyscy niż inne osoby. Mimo to, pracując w grupie, są gotowi przejąć inicjatywę, gdy nikt inny się tego nie podejmuje albo gdy dostrzegają znaczącą słabość w przywództwie innej osoby. Z reguły są osobami praktycznymi, bardzo logicznymi i kreatywnymi. Mają niską tolerancję na wybuchowy emocjonalizm. Najczęściej są odporni na wpływ różnego rodzaju sloganów reklamowych. Nie akceptują też bezkrytycznie władzy.
Cechami wyróżniającymi INTJ są ich niezależność myślowa oraz kładzenie nacisku na efektywność. Ich umysły nieustannie gromadzą i porządkują informacje. Potrafią zgłaszać cenne uwagi. Z reguły są w stanie bardzo szybko zrozumieć nowe dla nich koncepcje. Ich głównym celem jednak nie jest zrozumienie czegoś, ale znalezienie użytecznego zastosowania zdobytej wiedzy. Zawsze dążą do wyciągania wniosków. Nie pozostawiają rzeczy nieskończonych i nie lubią dezorganizacji, co sprawia, że często mogą odczuwać potrzebę wzięcia spraw w swoje ręce.
W relacjach z innymi INTJ najczęściej odnajdują się wśród osób o podobnym charakterze i światopoglądzie. Zgodność poglądów jest dla nich bardzo ważna. Z natury INTJ potrafią być bardzo wymagający od innych i podchodzić do relacji w sposób czysto racjonalny. Z tego powodu są oni zdolni oprzeć się spontanicznemu zauroczeniu i związać się z osobą, która lepiej odpowiada tym kryteriom. INTJ są zrównoważeni, niezawodni i oddani. Zgoda w relacjach rodzinnych jest dla nich niezwykle istotna. Z reguły powściągają silne emocje i nie lubią marnować czasu na nieuzasadnione zwyczaje. To może sprawiać, że inne osoby postrzegają ich jako mało serdecznych. Niemniej INTJ są często bardzo lojalnymi partnerami, którzy są gotowi poświęcić bardzo dużo energii, by utrzymać zdrowe relacje.
INTJ ufają swojej intuicji, wybierając przyjaciół i partnerów. Ich emocje nie są łatwe do odczytania, a INTJ mają trudności z ich wyrażaniem. Podczas gdy mogą sprawiać wrażenie oschłych i niewrażliwych, potrafią być przewrażliwieni na punkcie sygnałów świadczących o odrzuceniu przez osoby, na których im zależy. W sytuacjach społecznych potrafią być mało komunikatywni i zaniedbywać pewne zwyczaje. Na przykład INTJ może swoją postawą sygnalizować, że dana rozmowa jest stratą czasu. Rozmówca może odnieść wrażenie, że INTJ się spieszy, podczas gdy tak naprawdę przeszkadza mu mało konkretny charakter rozmowy.